# Agemina

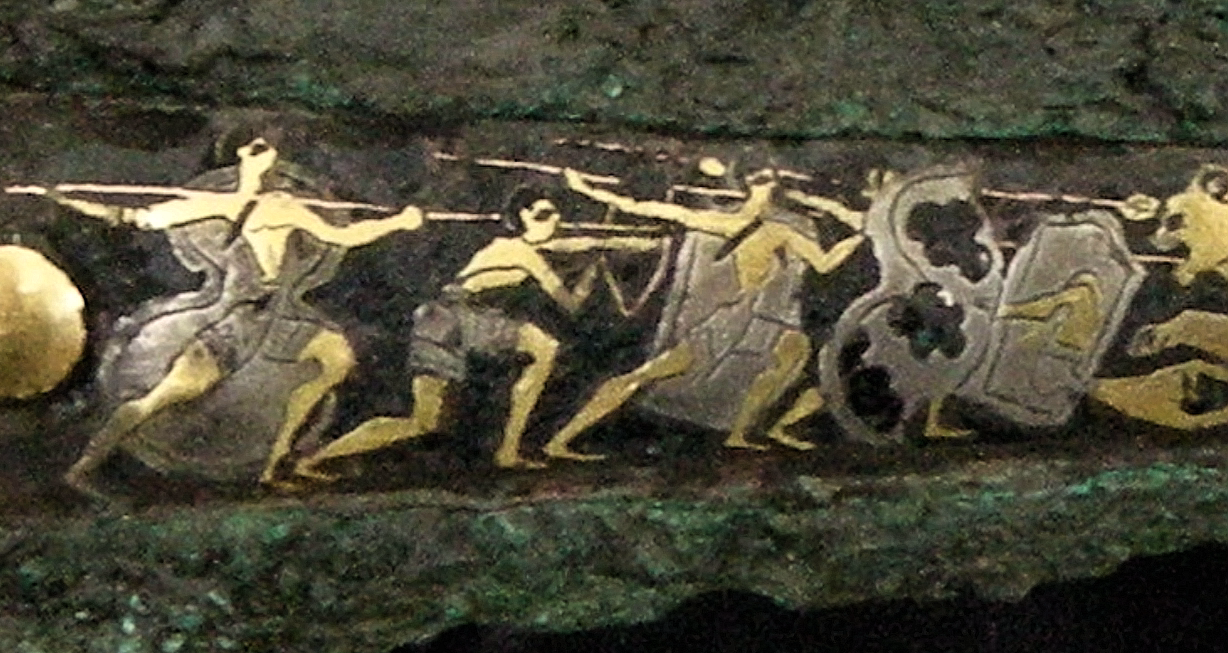
Decorazione ad agèmina su pugnale miceneo (particolare), 1550-1500 a.C., Atene, Museo Archeologico Nazionale

La tecnica dell'agèmina (dal latino ad gemina metalla, a doppi metalli, e dall'arabo àgamī, ossia straniero, proveniente dalla Persia) detta anche tausia, consiste nell'incastro di piccole parti di uno o più metalli di vario colore, in sedi appositamente scavate su un oggetto di metallo diverso preventivamente preparato (in genere oro su argento), per ottenere una colorazione policroma.
Una variante superficiale prende il nome di damaschinatura, termine probabilmente derivato dalla città di Damasco.

## Tecnica

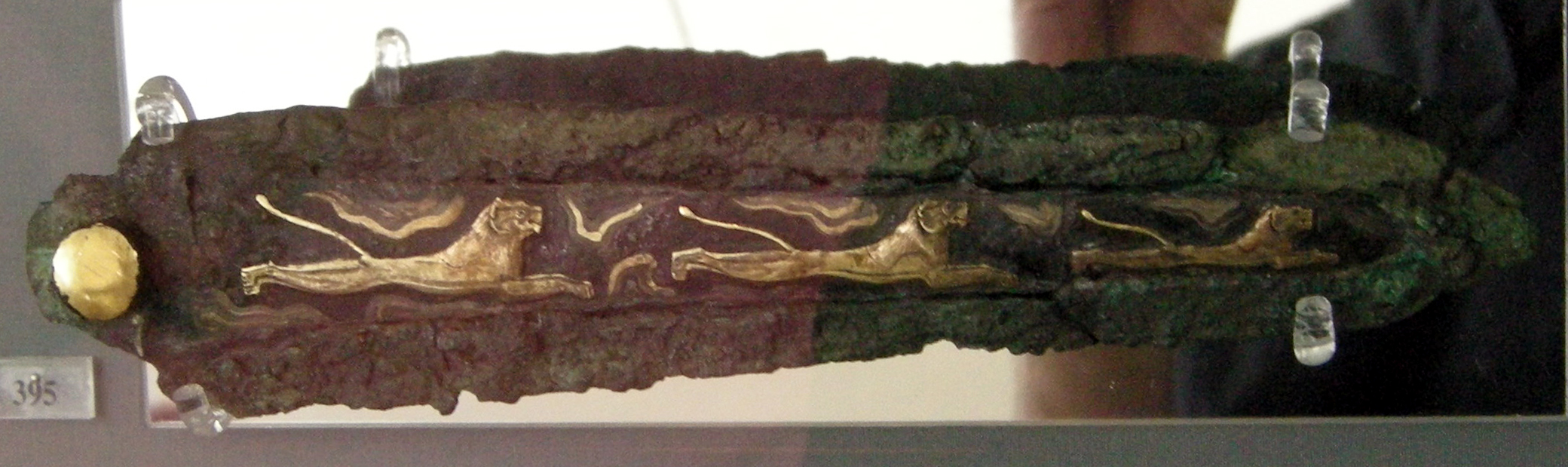
Fodero di pugnale miceneo con decorazioni in ageminatura ad oro, XVI secolo a.C., Museo Nazionale Archeologico di Atene.

L'agemina è in definitiva una specie di niello, non realizzato a mistura ma con un metallo germine, il quale inoltre non è più colato negli incavi come per il niello propriamente detto, ma battuto dentro a mo' d'intarsio. L'aderenza dei tratti incisi non si determina con effetti di saldatura, ma per effetto della presa che deriva dallo schiacciamento del filo stesso negli incavi. Gli incavi perciò devono essere eseguiti a sottosquadri e devono presentare le pareti inclinate verso l'interno in modo che il filo che è battuto dentro non si allarghi sul fondo e rimanga stretto alla superficie della parete incisa che ne determina il disegno.
Condizione importante è che il filo sia più molle del metallo nel quale deve essere battuto, in modo che non vada a danneggiare la forma dell'incavo. Per tale ragione è d'uso praticare la damaschinatura impegnando metalli preziosi sul bronzo, ferro, acciaio come usavano fare largamente gli antichi per incastonare le loro armi.

## Storia e leggenda in Cina
L'agemina è una particolare tecnica, nata in Cina nell'ambito della lavorazione del bronzo.
I racconti tradizionali narrano della rilevanza del bronzo in Cina nel suo passaggio dal neolitico all'età del bronzo nel III millennio, attraverso le tre dinastie Xia, Shang e Zhou che costituiscono un continuum economico e culturale. I bronzi orientali sono universalmente noti per l'alto livello delle tecniche, l'originalità delle forme, la varietà degli stili.
Le lavorazioni sempre più accurate e complesse corrispondono con il susseguirsi delle varie dinastie e con le loro vicende politiche; con la dinastia Hsia (XXI-XVI secolo a.C.) durante la quale si cominciò a praticare l'arte della fusione del bronzo, si pone la questione dell'origine dello stato cinese. L'eroe civilizzatore, fondatore della dinastica, You il Grande, è detto il "traforatore delle montagne", è il "minatore felice che bonifica la terra". Ciò lo apparenta a Hang, il Signore del cielo e della terra, che è il "primo fonditore".
L'arte del bronzo in Cina ha avuto un veloce sviluppo in corrispondenza con il nuovo potere statale e con il nascere della regalità.
Ciò è detto limpidamente nel mito o leggenda dei Nove Tripodi o calderoni, di cui tuttavia esistono molte versioni. I Nove Tripodi, grandi vasi di bronzo, sono i simboli della consacrazione del potere regale e corrispondono, nella nostra tradizione, alla corona, al gladio, allo scettro.
Sui vasi sono rappresentati i wu, gli spiriti degli animali protettori dei singoli villaggi o regioni, garanti dell'unione e dell'armonia dell'alto con il basso, della comunicazione del cielo con la terra.
Nel mito viene quindi adombrato il processo di accentramento e concentrazione dei poteri sacrali di cui ogni villaggio è depositario nelle mani di una dinastia in quanto il suo potere politico deriva in parte proprio dal possesso e dal controllo esclusivo sui Nove Tripodi. Il sovrano è tale perché controlla le risorse naturali delle varie regioni e, insieme, i loro strumenti di accesso al cielo (i wu).
Il passaggio da una dinastia alla successiva sancisce anche il trasferimento dei Nove Tripodi. La fine di una dinastia è indicata come perdita di favore del cielo, e il nascere della nuova dinastia come ulteriore sviluppo delle sue capacità di comunicazione con il cielo, corrispondenti con lo sviluppo delle capacità di forgiatura, permettendoci di comprendere lo straordinario sviluppo dell'arte del bronzo in Cina, con le sue officine specializzate e le sue raffinatissime tecniche, che comprendono, per esempio, l'agemina d'oro e d'argento per la decorazione dei bronzi.
L'esame dei bronzi permette infatti di evidenziare alcune particolarità del potere e della cultura in Cina. I bronzi sono essenzialmente oggetti rituali, anche se non mancano le armi e gli attrezzi artigianali, e dunque non interessano il lavoro dei campi e la vita quotidiana. I bronzi rappresentano gli spiriti animali o essi stessi sono in forma animale e sono portatori di una visione religiosa e filosofica che interessa il potere.

## Nel resto del mondo

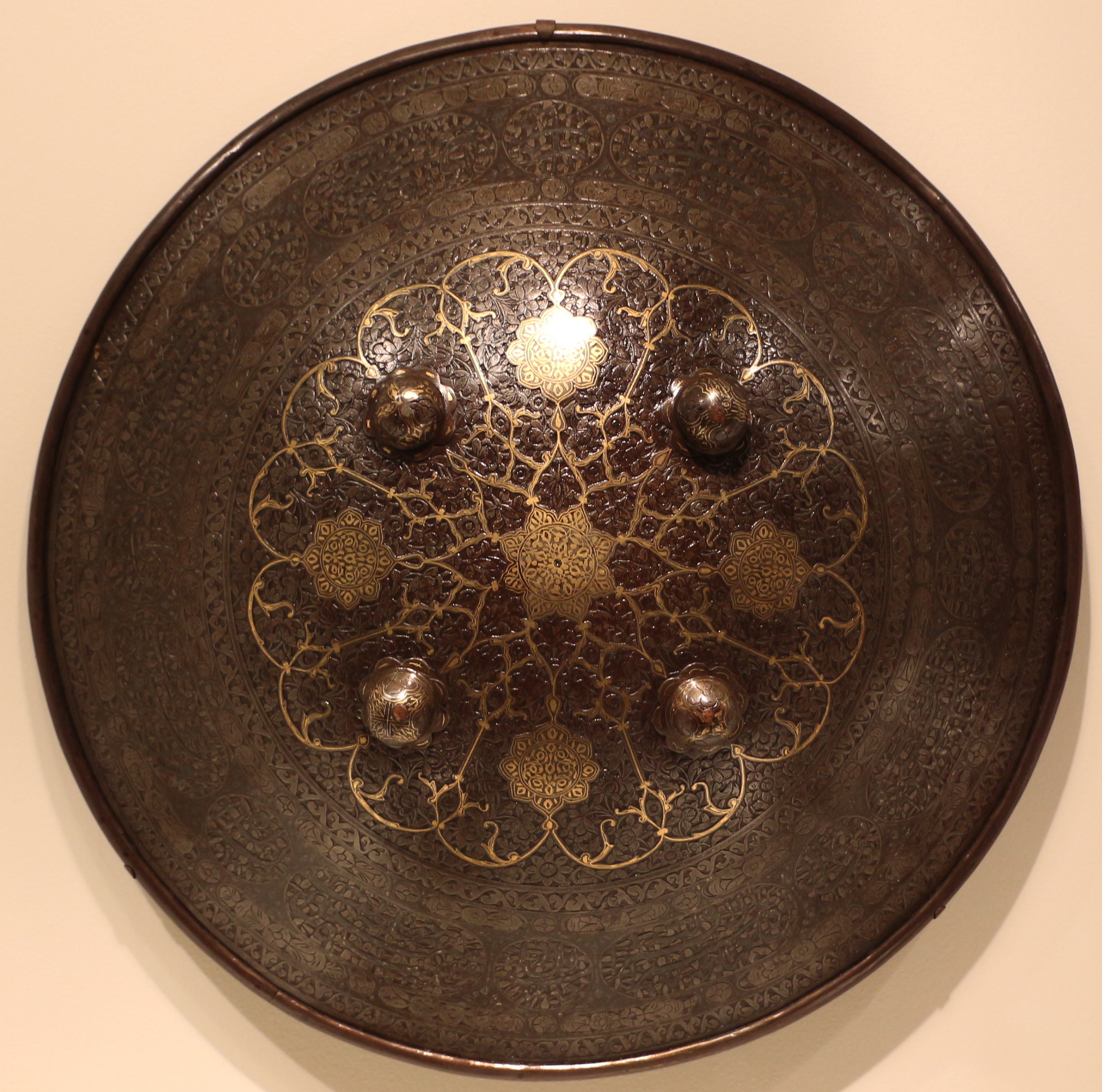
Persia, rotella, XIX secolo, lega di acciaio con agemina d'oro.

Incrostazioni metalliche si trovano già nell'arte egizia, basti pensare agli oggetti di bronzo decorati rinvenuti nella tomba della regina Asciotep (XVI secolo a.C.) e in quella cretese-micenea. La tecnica propriamente detta "agèmina orientale" ha avuto origine in Mesopotamia e si diffuse nel XIII secolo in Persia, in Arabia, in India, dove fu usata nella decorazione di vasi metallici.
Nel XIV secolo, l'agèmina venne conosciuta ed adottata in Europa, attraverso i collegamenti commerciali di Venezia con l'Impero bizantino e furono soprattutto i bronzi di Mossul e la loro tecnica realizzativa, ad introdursi a Venezia con grande successo.
Infine trovò larghissimo uso fra gli armaioli italiani e spagnoli nel Rinascimento per la decorazione delle armature.